# Osiedle Warszawska (Siedlce)

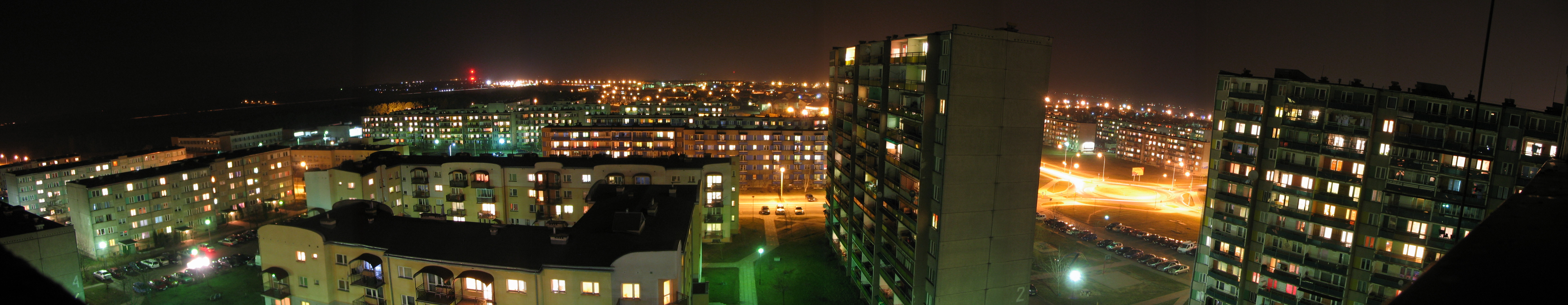
Osiedle Warszawska nocą

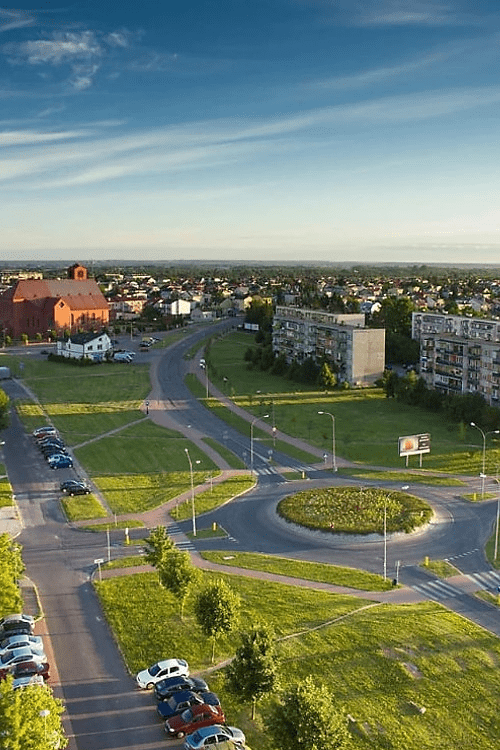
Osiedle Warszawska

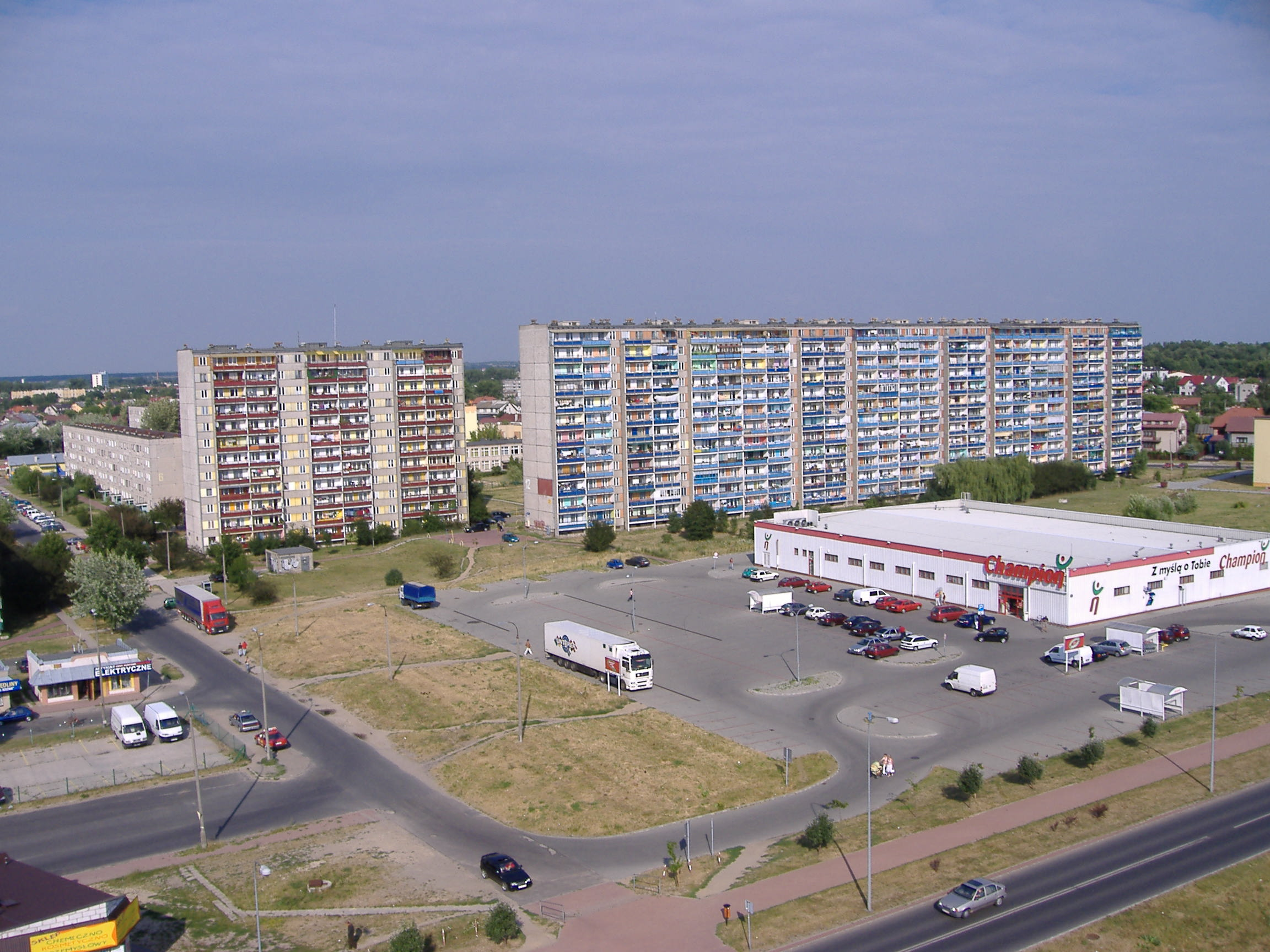
Osiedle Warszawska (z prawej strony blok przy ul. Podlaskiej 12, zwany "Pekin")

Os. Warszawska – jedno z największych osiedli mieszkaniowych w Siedlcach, leży w południowo-zachodniej części miasta.

## Położenie
Osiedle znajduje się pomiędzy ulicami: 
- Okrężną i I. Kraszewskiego (od północy),
- Podlaską (od wschodu),
- Podmiejską (od południa).

Osiedle graniczy z: 
- domami jednorodzinnymi (od północy i wschodu),
- Os. Roskosz (od południa)
- Zalew Miejskim z przyległym lasem (od zachodu)

Osiedle przecina ulica Monte Cassino, jednak nie ma ona wpływu na podział administracyjny.

## Historia
Budowę osiedla rozpoczęto w 1980 na fali intensywnego rozwoju przemysłu. Osiedle zajmuje obszar ok. 10 ha. W większości zabudowane jest blokami z wielkiej płyty (3-, 4- i 11-piętrowymi).

## Ważniejsze obiekty
- Szkoła Podstawowa nr 8 im. prym.kard.S.Wyszyńskiego ul. Pescantina 2
- Zespół Szkół Muzycznych (I i II stopnia) ul. Podlaska 14
- Szkoła Podstawowa Nr 10 im. księż. A.Ogińskiej ul. Mazurska 1
- Miejskie Przedszkola nr:  22, 26 i 27, oraz Niepubliczne Przedszkole "Stokrotka"
- Kościół pw. Bożego Ciała ul. Monte Cassino 36
- supermarket Carrefour Market
- placówka Poczty Polskiej przy ul. Kaszubska 1